# 626-й ночной бомбардировочный авиационный полк
626-й ночной бомбардировочный авиационный полк — он же 626-й скоростной бомбардировочный авиационный полк, 626-й лёгкий бомбардировочный авиационный полк — воинское подразделение вооружённых СССР в Великой Отечественной войне.

## История
Полк сформирован в 1941 году, был вооружён скоростными бомбардировщиками СБ.
В составе действующей армии во время ВОВ c 31 декабря 1941 по 11 марта 1942 года и с 4 августа 1942 по 28 августа 1942 года.
С 31 декабря 1941 года действует в интересах Северо-Западного фронта действует с аэродрома Крестцы в районах Старая Русса, Демянск и близлежащих. Использовался как ночной. В марте 1942 года отведён в тыл на переформирование, укомплектование и обучение.
В августе 1942 года вновь привлекался к боевым действиям, не установлено в каком районе.
Расформирован в конце 1942 года.

## Полное наименование
- 626-й ночной бомбардировочный авиационный полк

## Подчинение
| Дата            | Фронт (округ)                | Армия | Корпус | Дивизия (бригада)                 | Примечания |
| --------------- | ---------------------------- | ----- | ------ | --------------------------------- | ---------- |
| 01.01.1942 года | Северо-Западный фронт        | -     | -      | 6-я смешанная авиационная дивизия | -          |
| 01.02.1942 года | Северо-Западный фронт        | -     | -      | 6-я смешанная авиационная дивизия | -          |
| 01.03.1942 года | Северо-Западный фронт        | -     | -      | -                                 | -          |
| 01.04.1942 года | Южно-Уральский военный округ | -     | -      | -                                 | -          |
| 01.05.1942 года | Южно-Уральский военный округ | -     | -      | -                                 | -          |
| 01.06.1942 года | Южно-Уральский военный округ | -     | -      | -                                 | -          |
| 01.07.1942 года | Южно-Уральский военный округ | -     | -      | -                                 | -          |
| 01.08.1942 года | Резерв Ставки ВГК            | -     | -      | -                                 | -          |
| 01.09.1942 года | Резерв Ставки ВГК            | -     | -      | -                                 | -          |
| 01.10.1942 года | Московский военный округ     | -     | -      | -                                 | -          |
| 01.11.1942 года | Московский военный округ     | -     | -      | -                                 | -          |

## Командиры
- Ермаков, Андрей Евдокимович, капитан12.1941 — 14.01.1942, погиб